# Delecke
Delecke – dzielnica (Ortsteil) wiejskiej gminy Möhnesee w powiecie Soest, w kraju związkowym Nadrenia Północna-Westfalia, w rejencji Arnsberg.

## Demografia
Według spisu ludności z grudnia 2024 roku, w Delecke mieszkało 620 mieszkańców, co stanowi 5,09% wszystkich mieszkańców Möhnesee. 323 mieszkańców to mężczyźni, a 297 to kobiety. Dla 557 mieszkańców Delecke jest głównym miejscem zamieszkania, a dla 63 drugim miejscem zamieszkania.

## Geografia

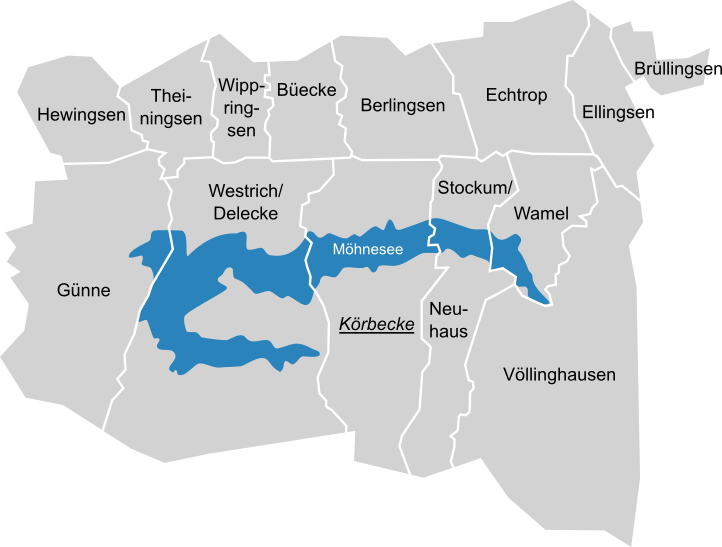
Podział administracyjny Möhnesee

Delecke leży w północnej części gminy Möhnesee i graniczy z sześcioma innymi dzielnicami: Günne, Theiningsen, Wippringsen, Büecke, Körbecke i Westrich. Na terenie dzielnicy znajduje się jezioro Möhnesee.

## Historia
Najstarsze udokumentowane wzmianki o Delecke pochodzą z 1191 roku. Za tamtych czasów wieś nazywała się Delik.
Według § 1 "Name, Bezeichnung, Gebiet" zawartego w "Hauptsatzung der Gemeinde Möhnesee, Kreis Soest" (Główne statuty gminy Möhnesee, powiat Soest) Delecke jest, wraz z czternastoma innymi dzielnicami, od 1 lipca 1969 roku częścią gminy Möhnesee.

## Polityka
Od 1 listopada 2020 roku burmistrzem (niem. Ortsvorsteher) Delecke jest Andreas Wunsch, który jest członkiem partii CDU/CSU.